# Túnel SMART

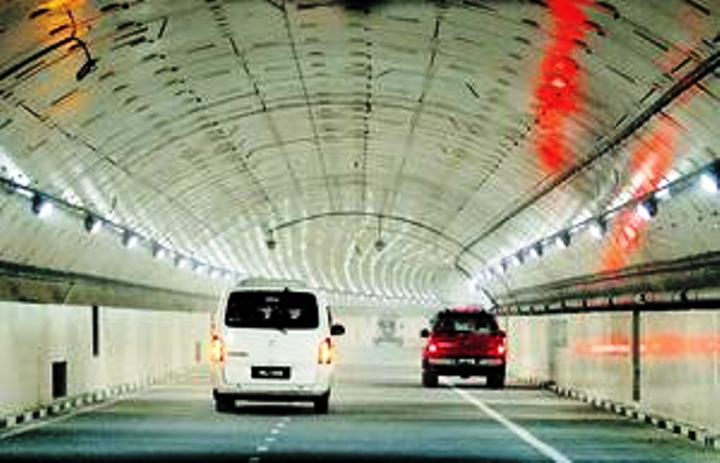
EL interior de un túnel SMART

El "Túnel de Gestión de Aguas de Tormentas y Carretera" o Túnel SMART por sus siglas en inglés de "Stormwater Management and Road Tunnel" , E38 es una estructura con función de drenaje de lluvias y carreteras en Kuala Lumpur, Malasia, uno de los mayores proyectos nacionales en el país. Es el más largo túnel de aguas lluvias en el Sureste asiático y el segundo más largo en Asia.
El principal objetivo de ester túnel es solucionar el problema de las inundaciones repentinas en Kuala Lumpur y también reducir los embotellamientos a lo largo de Jalan Sungai Besi y el paso elevado de Lok Yew en Pudu durante la hora pico. Hay dos componentes en el túnel, el túnel de agua de tormentas y el túnel autopista.
Este se inicia en Kampung Berembang lago cercano al Río Klang en Ampang y finaliza en Taman Desa cerca al Río Kerayong en Sur Salak. El proyecto está dirigido por el gobierno, incluyendo también a la Autoridad Malaya de Carreteras (LLM) y el Departamento de Irrigación y Drenaje de Malasia "(Jabatan Pengairan dan Saliran - JPS)" y una empresa conjunta formada por un pacto entre Gamuda Berhad y Corporación de Minería Malaya Berhad (MMC). 

## Historia
La construcción del túnel comenzó en 2003, dos tuneladoras fueron usadas, Tuah en el lado norte y Gemilang en el sur. Ambas tuneladoras iniciaron trabajos de excavación en 2004.
El 22 de abril de 2006 la tuneladora Gemilang terminó su excavación al sur en el lago Taman Desa, mientras Tuah completó su parte en el área de Kampung Berebang el 2 de abril de 2007.
Las secciones de la autopista del sistema SMART fueron abiertas oficialmente a las 3:00 PM del 14 de mayo de 2007 después de múltiples retrasos.
Mientras tanto, las secciones del túnel de aguas de tormentas del sistema SMART comenzó a operar a fines de junio de 2007.

## Cómo trabaja el túnel SMART

### Primer modo (Condiciones normales)
El primer modo, bajo condiciones ordinarias cuando no hay tormentas, no se vierten aguas en el sistema.

### Segundo modo (Tormentas)
Cuando se activa el segundo modo, el flujo de agua es vertido en el túnel de circunvalación, en el canal inferior del túnel de carreteras. La carretera del túnel continúa abierta al tráfico hasta este punto.

### Tercer modo (Tormentas Grandes)
Cuando el tercer modo entra en operación, la carretera se cierra a todo tipo de tráfico. Después de que se asegura que todos los vehículos hayan salido del túnel, puertas herméticas automatizadas se abren para permitir que el agua pase a través. La carretera del túnel se reabrirá luego de 48 horas del cierre.